# Квирбејтинг
Квирбејтинг је маркетиншки трик где се наговештава, али не приказује, љубав између истополног пара или ЛГБТ+ особа. Сврха је да се привуку (енгл. bait — мамац) квир особе или ЛГБТ+ симпатизери сугестијом или могућношћу веза између ликова који им се допадају.
Квирбејтинг је примећен у популарној култури и фикцији као што су филмови, телевизијске серије, књиге, музика, рекламе, различити облици медија, али и код познатих личности које преносе двосмислен сексуални идентитет кроз своја дела и изјаве. Термин је настао и популаризован је кроз дискусије у интернет фандому с почетка 2010-их. Долази из шире историје ЛГБТ+ дискурса у медијском представљању која датира из 1970-их, од суптилног маркетинга ЛГБТ+ особа кроз рекламе и књиге.